# A Ferencvárosi TC 1919–1920-as szezonja
A Ferencvárosi TC 1919–1920-as szezonja szócikk a Ferencvárosi TC első számú férfi labdarúgócsapatának egy szezonjáról szól, mely összességében és sorozatban is a 17. idénye volt a csapatnak a magyar első osztályban. A klub fennállásának ekkor volt a 21. évfordulója.

## Mérkőzések
| Színmagyarázat | Színmagyarázat |
| -------------- | -------------- |
|                | Győzelem.      |
|                | Döntetlen.     |
|                | Vereség.       |

### Bajnokság (I. osztály) 1919–20

#### Őszi fordulók
| 1919. augusztus 31. |

| Magyar AC | 3 – 3       | Ferencváros  |
| --------- | ----------- | ------------ |
|           | Jegyzőkönyv | Kovács Köves |

| Budapest |

| 1919. szeptember 7. |

| Ferencváros | 1 – 0       | Vasas |
| ----------- | ----------- | ----- |
| Kovács      | Jegyzőkönyv |       |

| Üllői út, Budapest |

| 1919. szeptember 14. |

| Ferencváros  | 2 – 0       | Műegyetemi AFC |
| ------------ | ----------- | -------------- |
| Kovács Nemes | Jegyzőkönyv |                |

| Üllői út, Budapest |

| 1919. szeptember 21. |

| Ferencváros | 1 – 0       | Terézvárosi TC |
| ----------- | ----------- | -------------- |
| Pataki      | Jegyzőkönyv |                |

| Üllői út, Budapest |

| 1919. szeptember 28. |

| Ferencváros | 0 – 0               | Nemzeti SC |
| ----------- | ------------------- | ---------- |
|             | (0 – 0) Jegyzőkönyv |            |

| Üllői út, Budapest |

| 1919. október 12. |

| Ferencváros | 0 – 1       | Budapesti TC |
| ----------- | ----------- | ------------ |
|             | Jegyzőkönyv |              |

| Üllői út, Budapest |

| 1919. október 26. |

| III. Kerületi TVE | 0 – 0               | Ferencváros |
| ----------------- | ------------------- | ----------- |
|                   | (0 – 0) Jegyzőkönyv |             |

| Budapest |

| 1919. november 2. |

| Ferencváros | 1 – 1       | Kispest |
| ----------- | ----------- | ------- |
| Tóth Potya  | Jegyzőkönyv |         |

| Üllői út, Budapest |

- Félbeszakadt mérkőzés.

| 1919. november 16. |

| Újpesti Törekvés SE | 0 – 1       | Ferencváros |
| ------------------- | ----------- | ----------- |
|                     | Jegyzőkönyv | Pataki      |

| Budapest |

| 1919. november 23. |

| Ferencváros | 0 – 0               | Budapesti AK |
| ----------- | ------------------- | ------------ |
|             | (0 – 0) Jegyzőkönyv |              |

| Üllői út, Budapest |

- A mérkőzés félbeszakadt.

| 1919. november 30. |

| Ferencváros | 1 – 0               | MTK |
| ----------- | ------------------- | --- |
| Kovács      | (1 – 0) Jegyzőkönyv |     |

| Üllői út, Budapest |

| 1919. december 7. |

| Ferencváros       | 2 – 1       | Törekvés SE |
| ----------------- | ----------- | ----------- |
| Ivanovszky Pataki | Jegyzőkönyv |             |

| Üllői út, Budapest |

| 1919. december 14. |

| Ferencváros | 0 – 0               | 33 FC |
| ----------- | ------------------- | ----- |
|             | (0 – 0) Jegyzőkönyv |       |

| Üllői út, Budapest |

| 1919. december 21. |

| Újpest | 0 – 3       | Ferencváros   |
| ------ | ----------- | ------------- |
|        | Jegyzőkönyv | Kelemen Bódis |

| Budapest |

#### Tavaszi fordulók
| 1920. február 15. |

| Ferencváros | 2 – 1       | Újpest |
| ----------- | ----------- | ------ |
| Szabó Héger | Jegyzőkönyv |        |

| Üllői út, Budapest |

| 1920. február 22. |

| Budapesti AK | 0 – 0               | Ferencváros |
| ------------ | ------------------- | ----------- |
|              | (0 – 0) Jegyzőkönyv |             |

| Üllői út, Budapest |

| 1920. február 29. |

| Műegyetemi AFC | 0 – 2       | Ferencváros    |
| -------------- | ----------- | -------------- |
|                | Jegyzőkönyv | Kelemen Pataki |

| Üllői út, Budapest |

| 1920. március 7. |

| Törekvés SE | 1 – 1               | Ferencváros |
| ----------- | ------------------- | ----------- |
|             | (1 – 0) Jegyzőkönyv | Pataki      |

| Üllői út, Budapest |

| 1920. március 14. |

| Kispest | 2 – 0       | Ferencváros |
| ------- | ----------- | ----------- |
|         | Jegyzőkönyv |             |

| Üllői út, Budapest |

| 1920. március 21. |

| Budapesti TC | 0 – 0               | Ferencváros |
| ------------ | ------------------- | ----------- |
|              | (0 – 0) Jegyzőkönyv |             |

| Üllői út, Budapest |

| 1920. március 26. |

| Terézvárosi TC | 1 – 1       | Ferencváros |
| -------------- | ----------- | ----------- |
|                | Jegyzőkönyv | Pataki      |

| Üllői út, Budapest |

| 1920. március 28. |

| 33 FC | 0 – 3       | Ferencváros    |
| ----- | ----------- | -------------- |
|       | Jegyzőkönyv | Pataki Kelemen |

| Üllői út, Budapest |

| 1920. április 5. |

| Ferencváros        | 2 – 1       | Magyar AC |
| ------------------ | ----------- | --------- |
| Kelemen Tóth Potya | Jegyzőkönyv |           |

| Üllői út, Budapest |

| 1920. április 11. |

| Vasas | 0 – 2       | Ferencváros  |
| ----- | ----------- | ------------ |
|       | Jegyzőkönyv | Szabó Pataki |

| Üllői út, Budapest |

| 1920. április 25. |

| Ferencváros          | 3 – 1       | Újpesti Törekvés SE |
| -------------------- | ----------- | ------------------- |
| Szabó Pataki Kelemen | Jegyzőkönyv |                     |

| Üllői út, Budapest |

| 1920. május 9. |

| MTK | 2 – 1               | Ferencváros |
| --- | ------------------- | ----------- |
|     | (1 – 0) Jegyzőkönyv | Pataki      |

| Hungária körút, Budapest |

| 1920. május 30. |

| Nemzeti SC | 0 – 1       | Ferencváros  |
| ---------- | ----------- | ------------ |
|            | Jegyzőkönyv | Nikolsburger |

| Üllői út, Budapest |

| 1920. június 6. |

| Ferencváros               | 4 – 0       | III. Kerületi TVE |
| ------------------------- | ----------- | ----------------- |
| Pataki Kelemen Tóth Potya | Jegyzőkönyv |                   |

| Üllői út, Budapest |

#### A végeredmény
| #  | Csapat              | J  | Gy | D  | V  | Rg  | Kg | Gk  | P  | Megjegyzés |
| -- | ------------------- | -- | -- | -- | -- | --- | -- | --- | -- | ---------- |
| 1  | MTK                 | 28 | 26 | 1  | 1  | 113 | 17 | +96 | 53 | Bajnok     |
| 2  | Kispesti AC         | 28 | 19 | 5  | 4  | 52  | 21 | +31 | 43 |            |
| 3  | FTC                 | 28 | 15 | 10 | 3  | 37  | 15 | +22 | 40 |            |
| 4  | Törekvés SE         | 28 | 12 | 8  | 8  | 39  | 31 | +8  | 32 |            |
| 5  | Budapesti TC        | 28 | 12 | 6  | 10 | 37  | 33 | +4  | 30 |            |
| 6  | Vasas SC            | 28 | 10 | 9  | 9  | 31  | 26 | +5  | 29 |            |
| 7  | Újpesti TE          | 28 | 11 | 4  | 13 | 39  | 30 | +9  | 26 |            |
| 8  | Magyar AC           | 28 | 10 | 6  | 12 | 35  | 42 | -7  | 26 |            |
| 9  | III. Kerületi TVE   | 28 | 8  | 8  | 12 | 22  | 30 | -8  | 24 |            |
| 10 | Budapesti AK        | 28 | 7  | 9  | 12 | 29  | 37 | -8  | 23 |            |
| 11 | Terézvárosi TC      | 28 | 6  | 11 | 11 | 25  | 40 | -15 | 23 |            |
| 12 | Nemzeti SC          | 28 | 6  | 8  | 14 | 29  | 56 | -27 | 20 |            |
| 13 | Újpesti Törekvés SE | 28 | 8  | 3  | 17 | 20  | 60 | -40 | 19 |            |
| 14 | MAFC                | 28 | 5  | 6  | 17 | 12  | 47 | -35 | 16 |            |
| 15 | 33 FC               | 28 | 5  | 6  | 17 | 10  | 45 | -35 | 16 |            |

### Egyéb mérkőzések
| 1919. október 5. |

| Ferencváros, Magyar AC, Budapesti AK vegyes | 7 – 1       | Angol katona-válogatott |
| ------------------------------------------- | ----------- | ----------------------- |
| Bodnár Krausz Szalay Takács                 | Jegyzőkönyv |                         |

| Budapest |

| 1919. október 19. |

| Ferencváros | 0 – 0               | Rapid Wien |
| ----------- | ------------------- | ---------- |
|             | (0 – 0) Jegyzőkönyv |            |

| Üllői út, Budapest |

- A mérkőzés félbeszakadt.

| 1920. április 4. |

| Ferencváros      | 5 – 2       | Stuttgarter Kickers |
| ---------------- | ----------- | ------------------- |
| Pataki Szabó ög' | Jegyzőkönyv |                     |

| Üllői út, Budapest |

| 1920. április 10. |

| Ferencváros                  | 3 – 1       | Wiener AC |
| ---------------------------- | ----------- | --------- |
| Kelemen Tóth Potya Hungler I | Jegyzőkönyv |           |

| Üllői út, Budapest |

| 1920. április 18. |

| Wiener AC | 2 – 0       | Ferencváros |
| --------- | ----------- | ----------- |
|           | Jegyzőkönyv |             |

| Bécs |

| 1920. május 1. |

| Ferencváros | 1 – 3       | Simmering |
| ----------- | ----------- | --------- |
| Wiener II   | Jegyzőkönyv |           |

| Üllői út, Budapest |

| 1920. május 24. |

| Ferencváros                    | 6 – 2       | Wackerhalle |
| ------------------------------ | ----------- | ----------- |
| Tóth Potya Pataki Nikolsburger | Jegyzőkönyv |             |

| Üllői út, Budapest |

| 1920. június 12. |

| Rapid Wien | 4 – 4       | Ferencváros               |
| ---------- | ----------- | ------------------------- |
|            | Jegyzőkönyv | Tóth Potya Pataki Kelemen |

| Bécs |

| 1920. június 16. |

| SC Erfurt | 1 – 3       | Ferencváros |
| --------- | ----------- | ----------- |
|           | Jegyzőkönyv | Pataki      |

| Jéna |

| 1920. június 19. |

| Hertha Jena | 1 – 3       | Ferencváros                    |
| ----------- | ----------- | ------------------------------ |
|             | Jegyzőkönyv | Nikolsburger Pataki Ivanovszky |

| Jéna |

| 1920. június 20. |

| Viktoria Magdeburg | 0 – 4       | Ferencváros                     |
| ------------------ | ----------- | ------------------------------- |
|                    | Jegyzőkönyv | Szabó Kelemen Pataki Tóth Potya |

| Magdeburg |

| 1920. június 23. |

| Eintracht Braunschweig | 1 – 4       | Ferencváros                              |
| ---------------------- | ----------- | ---------------------------------------- |
|                        | Jegyzőkönyv | Nikolsburger Pataki Tóth Potya Wiener II |

| Braunschweig |

| 1920. június 26. |

| Viktoria, Altona vegyes | 1 – 2       | Ferencváros       |
| ----------------------- | ----------- | ----------------- |
|                         | Jegyzőkönyv | Pataki Tóth Potya |

| Hamburg |

| 1920. június 29. |

| Dresdener SC | 2 – 2       | Ferencváros        |
| ------------ | ----------- | ------------------ |
|              | Jegyzőkönyv | Kelemen Ivanovszky |

| Drezda |

| 1920. június 30. |

| Leipzig | 1 – 3       | Ferencváros              |
| ------- | ----------- | ------------------------ |
|         | Jegyzőkönyv | Blum Nikolsburger Pataki |

| Lipcse |

| 1920. július 3. |

| Chemnitzer BC | 1 – 6       | Ferencváros                         |
| ------------- | ----------- | ----------------------------------- |
|               | Jegyzőkönyv | Pataki Ivanovszky Nikolsburger Blum |

| Chemnitz |

| 1920. július 7. |

| FC Basel | 2 – 1       | Ferencváros |
| -------- | ----------- | ----------- |
|          | Jegyzőkönyv | Pataki      |

| Bázel |

| 1920. július 10. |

| FC Brühl | 1 – 4       | Ferencváros                            |
| -------- | ----------- | -------------------------------------- |
|          | Jegyzőkönyv | Kelemen Nikolsburger Pataki Tóth Potya |

| Sankt Gallen |

| 1920. július 12. |

| FC Bern 1894 | 2 – 4       | Ferencváros         |
| ------------ | ----------- | ------------------- |
|              | Jegyzőkönyv | Nikolsburger Pataki |

| Bern |

## Külső hivatkozások
- A csapat hivatalos honlapja (magyarul)
- Az 1919–1920-as szezon menetrendje a tempofradi.hu-n (magyarul)